# Kerncentrale Atucha
Kerncentrale Atucha ligt bij het dorp Lima in Argentinië op ongeveer 100 kilometer van de hoofdstad Buenos Aires en dicht bij de Uruguayaanse grens. De centrale telt twee reactoren.

## Atucha 1
Vanaf 1964 werd de nuclaire optie voor de opwekking van elektriciteit bestudeerd. Al snel bleek er een duidelijk voorkeur voor het type zwaarwaterreactor. Er kwamen twee offertes, een van een Canadese en Duitse producent. Voor de laatste van Kraftwerk Union (KWU) werd gekozen mede vanwege gunstige financieringsvoorwaarden. Atucha I, gebouwd in 1974, was de eerste kerncentrale van Latijns-Amerika. Het Nederlandse bedrijf Rotterdamsche Droogdok Maatschappij leverde het eerste reactorvat in 1971. De naam is later gewijzigd in Central Nuclear Juan Domingo Perón.

## Atucha 2
In 1979 werd een tweede reactor besteld. Met de bouw van Atucha II werd in 1981 begonnen door een joint venture van Comisión Nacional de Energía Atómica (CNEA) en Kraftwerk Union. De reactor werd naast Atucha I gebouwd. De bouw vorderde traag en door geldgebrek werden de werkzaamheden in 1994, de centrale was toen voor 81% gereed, gestaakt. In dat jaar nam Nucleoeléctrica Argentina SA (NASA) de plaats in van CNEA als partner in de joint venture. Pas in 2006 werden de plannen concreter om de centrale af te bouwen. De bouw was in september 2011 gereed, maar het opstarten duurde nog jaren. In 2014 werd de reactor op het netwerk aangesloten. De naam is veranderd in Central Nuclear Néstor Kirchner.

## Atucha 3
Medio 2014 werden verregaande plannen bekendgemaakt voor een derde reactor, Atucha III. NASA en China National Nuclear Corporation (CNNC) van de Volksrepubliek China tekenden hiervoor een overeenkomst. In november 2015 werd een contract ter waarde van US$ 15 miljard getekend voor de bouw van een reactor met een brutovermogen van ongeveer 750 MW, Atucha III, en een voorlopig contact voor een vierde reactor. China is bereid 85% van de financiering voor haar rekening te nemen.
In januari 2019 werd bekend dat de reactor voor Atucha III wordt gewijzigd in een type Hualong One met een capaciteit van 1150 MW. In februari 2022 werd een vervolgcontract getekend tussen NASA en CNNC. Argentinië wil een deel van de reactor in eigen land produceren, maar dit levert vooralsnog alleen vertraging van het project op. Een indicatie wanneer de bouw van de reactor zal beginnen is nog niet bekend.
| Reactorblok          | Reactortype       | Vermogen | Gemiddeld jaarlijkse productie | Begin bouw | Inbedrijfs- name |
| -------------------- | ----------------- | -------- | ------------------------------ | ---------- | ---------------- |
| Atucha I - Peron     | Zwaarwaterreactor | 335 MW   | 357 MWh                        | 1968       | 1974             |
| Atucha II - Kirchner | Zwaarwaterreactor | 692 MW   | 745 MWh                        | 1981       | 2014             |
| Atucha III           | Zwaarwaterreactor | 1150 MW  |                                | 2023 (?)   | ?                |